# Torre de l'Amo de l'Ametlla de Merola
La Torre de l'Amo és un edifici de L'Ametlla de Merola, al municipi de Puig-reig (Berguedà) inclòs en l'Inventari del Patrimoni Arquitectònic de Catalunya, que havia estat un antic molí fariner a la vora del riu Llobregat i que fou posteriorment la torre dels amos de la colònia.

## Descripció
L'actual torre de l'Ametlla de Merola conserva bona cosa del vell casal moliner del segle xviii. A la planta baixa de l'edifici es conserven les dues moles. La torre és una construcció de planta rectangular, amb coberta a dues vessants i amb el carener paral·lel a la façana, orientada a llevant, i adossada a un cos que formava part de l'antic molí. A les façanes de migdia i de ponent s'obren grans finestrals d'arc de mig punt sostinguts amb pilars de secció quadrada a manera d'eixida. Tot l'edifici és arrebossat i pintat. Les obertures estan tancades per finestres de fusta.
A la planta soterrani es conserven alguns dels elements de l'antic molí fariner, concretament les dues moles i el canal d'entrada de l'aigua, així com alguna altra de les estructures arquitectòniques.

## Història
El molí fariner de l'Ametlla es troba documentat des del segle xviii. Als primers anys del segle xix i fins a l'any 1864 continuà molent al mateix temps que s'aprofitava l'energia hidràulica per filar cotó. L'any 1854 en Josep Comas i Ametlla havia vengut el molí a un empresari de Balsareny, en Francesc Sunyer i Enric. Aquest va morir abans d'enllestir el projecte, i va ser en Pere Cruells, el seu marmessor, qui va acabar construint una fàbrica de filar i teixir. L'any 1864, en Mateu Serra i Tauran, de Vilassar de Mar, comprà els terrenys i la fàbrica a en Pere Cruells. La família Serra adaptà el molí com a casa particular (per això és coneguda amb el nom de la Torre dels Amos) i segona residència al costat mateix de la fàbrica de filats i teixits de cotó que es començà a construir i que fou l'origen de l'actual Colònia Industrial de l'Ametlla de Merola.